# Diamant de Gould
El diamant de Gould o pinsà de Gould (Chloebia gouldiae) és un ocell australià ple de color, un pinsà del grup dels diamants, la família dels estríldids, i l'ordre dels passeriformes. Hi ha proves que aquesta espècie està disminuint, fins i tot en el lloc més conegut a prop de Katherine en el Territori del Nord. Es cria en captivitat però a la naturalesa es considera una espècie en perill amb menys de 2.500 individus salvatges. És l'única espècie del gènere Chloebia Reichenbach, 1862.

## Història
Aquest pinsà de la família dels estríldids (Estrildidae) rep el seu nom en honor d'Elizabeth Gould, artista i il·lustradora ornitològica britànica. La senyora Gould no tenia el títol de Lady (noblesa), no obstant això aquesta espècie també és coneguda com a Pinsà de Lady Gould (Lady Gouldian Finch en anglès) potser per diferenciar l'atribució a la Elizabeth i no al seu marit, que també cognominava Gould. En tot cas, el més breu i fàcil és anomenar aquesta espècie 'diamant de Gould' o 'pinsà de Gould' (Gouldian Finch en anglès). També es coneix com a Lady Gouldian, Rainbow Finch ('pinsà arc iris' o 'pinsà arc de Sant Martí'), o Gould en el seu país natiu.

## Morfologia

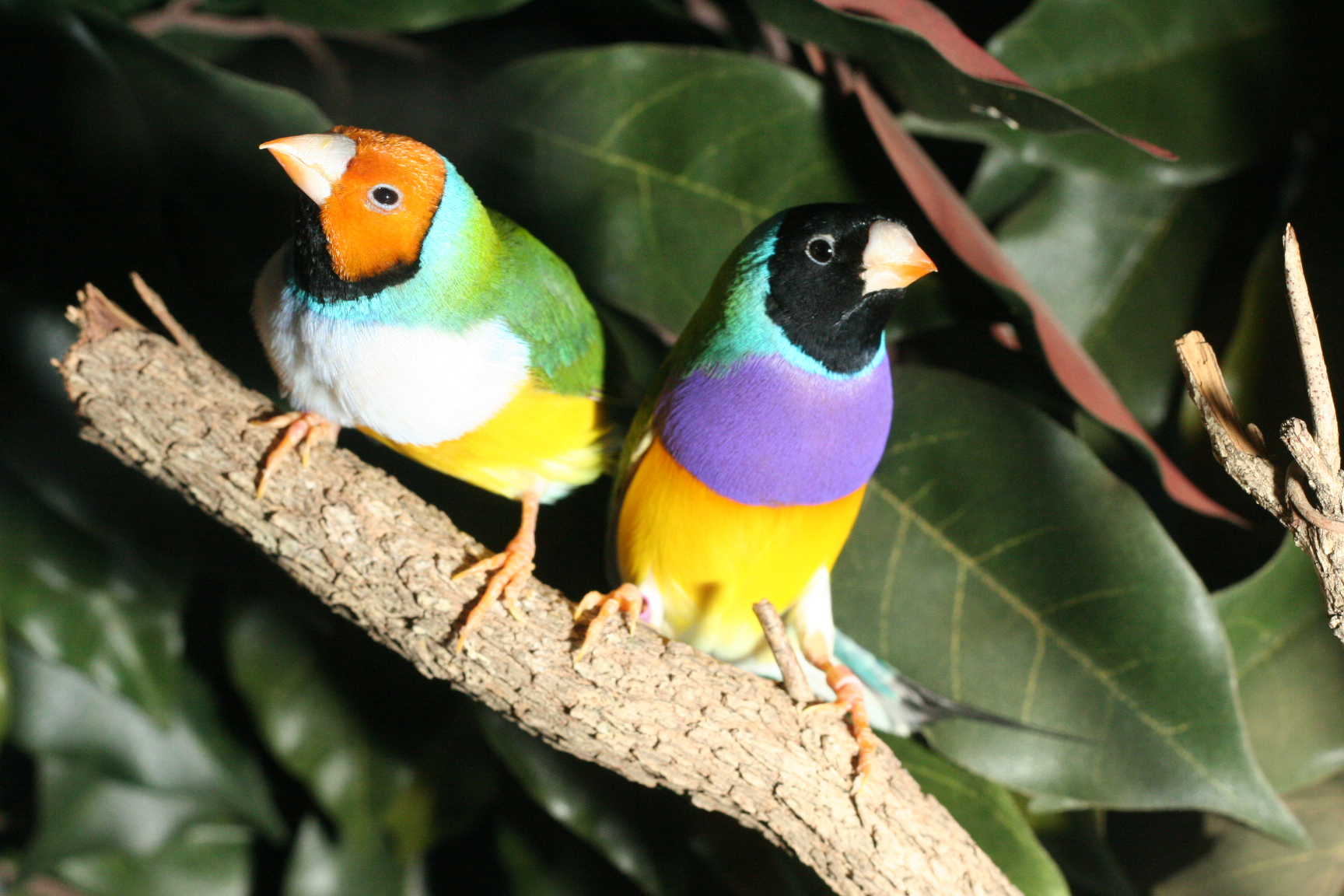
Parella de diamants de Gould

Els diamants de Gould amiden al voltant de 13-14cm de longitud. Ambdós sexes estan replets de colors vius com verd, groc, vermell, blau, etc. Però els mascles acostumen a ser més brillants que les femelles. Una diferència més notable entre el mascle i la femella és que el pit del mascle és porpre fort mentre que el de la femella és més de color malva. Hi ha tres variacions de color en el diamants de Gould: amb el cap negre, amb el cap vermell i el cap daurat. La variació del cap negre és la més comuna a la naturalesa mentre que el cap daurat és molt poc freqüent, però totes les variacions són populars entre les persones avícoles. Es creia per molt temps que aquestes eren tres espècies diferents però ara se sap que totes són variacions de la mateixa espècie.
Els polls tenen colors diferents. El cap, costats i bescoll són grisos i el dors, les ales i les timoneres són de color oliva. Els ventres són de color marró lleuger i els becs són negres amb la punta vermellosa. Les potes també són de color marró lleuger. Els polls recent sortits de l'ou són rosats i sense plomissol fins que tinguin uns dotze dies. Després d'aquest temps les plomes comencen a aparèixer. Es creu que els colors de les femelles són menys brillants perquè es mesclen amb el fons mentre incuben els ous al niu. En canvi, amb els seus colors brillants el mascle pot distreure un depredador lluny del niu per protegir les seves cries i la seva parella.

## Ecologia
Aquest ocell es troba en el nord d'Austràlia; en la península del Cap York, al nord-est de Queensland, al nord del Territori del Nord, i a la regió de Kimberley (Austràlia Occidental). El seu hàbitat són les sabanes i les zones boscoses tropicals on hi ha plans oberts amb arbres alts a prop de l'aigua. Aparentment, aquest ocells fan migracions curtes al sud durant la temporada de pluges i tornen per la temporada seca. Acostumen a fer els nius en forats, dins del munts construïts per tèrmits o en arbres, i generalment a prop de l'aigua.
Els pinsans de Gould són ocells molt sociables i formen bandades grans que poden contenir fins a 1.000 individus. Durant el niada, dues parelles poden compartir el mateix forat. Els polls surten del niu després de tres setmanes. Són ocells silenciosos i tímids que no acostumen a fer els nius a prop dels humans.
Com la majoria de pinsans, els diamants de Gould son granívors. Prefereixen menjar entre herbes altes en lloc de sobre terra. La major part de l'any s'alimenta amb llavors madures o mig-madures de cereals. No obstant això, durant la temporada de criança, la seva dieta consisteix, gairebé al complet, d'insectes, com escarabats, tèrmits, mosques i aranyes. Els insectes contenen molta proteïna i ajuden a satisfer la gana dels polls. Mengen junts en grups i poden prendre el menjar mentre estan a terra o en vol. Els diamants de Gould beuen succionant l'aigua, cosa poc comuna en les aus en general.

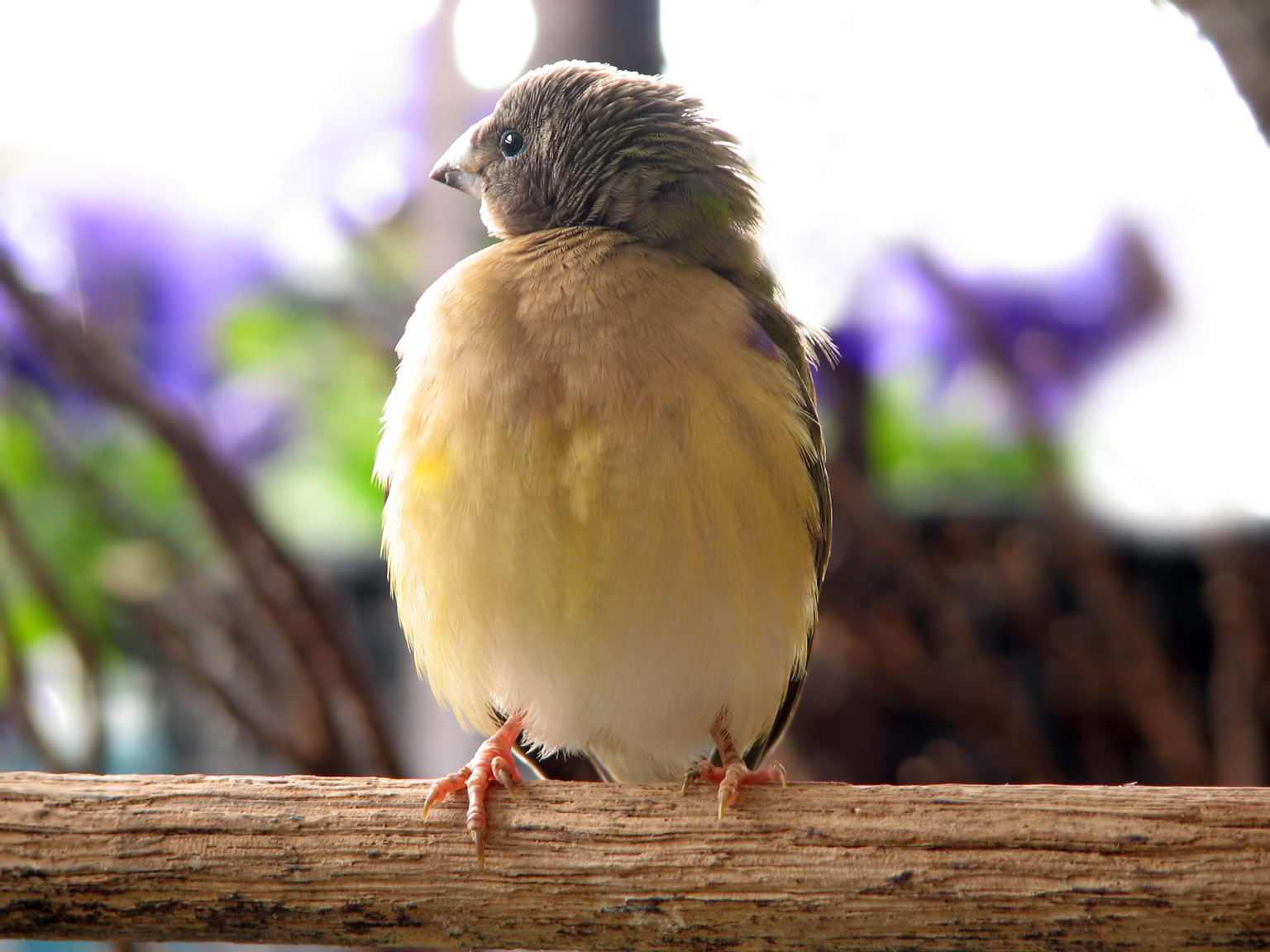
Poll de diamant, amb les plomes que comencen a agafar color.

Els diamants de Gould s'uneixen i s'aparellen de per vida, i la dansa de festeig del mascle és un espectacle fascinant. Solen aparellar-se durant l'última part de la temporada de pluja, quan hi ha molt menjar disponible. Quan un mascle festeja una femella s'encrespa de plomes per exhibir-ne els colors i per semblar més gros. S'amplia de pit i de les plomes que té al voltant de la cara. Llavors, parat i molt erigit, canta suaument i fa uns salts sobre la barra. Després d'aparellar-se, la femella pon una niada de 4 a 8 ous. Ambdós sexes incuben durant el dia, i la femella ho fa a la nit. Després que els polls surtin de l'ou, ambdós sexes els crien. Els polls són molt delicats fins que compleixen la muda final.
El nombre de diamants de Gould ha disminuït molt dramàticament durant el segle xx. El seu hàbitat ha estat reduït o alterat. Els polls dels sacs aeris, un paràsit, també han afectat molt el nombre d'aquests ocells. Resulta que els seus bells colors permeten que els depredadors els cacin fàcilment. Els focs també són una amenaça principal per a la seva població natural. A pesar d'això, el nombre total d'aquestes aus no és baix perquè són molt populars amb persones avícoles i com a mascotes.
Han començat certes accions per rescatar i conservar el seu hàbitat natural i construir tanques protectores per evitar danys causats per herbívors. També hi ha investigacions detallades sobre els focs, aliments i moviments que s'estan menant en dos diferents llocs per repassar la seva distribució, el seu hàbitat, amenaces potencials, i l'estat de conservació d'ocells granívors sabaners. També es va proposar trobar un hàbitat més apropiat per a una conservació. Els intents de reproducció no han tingut èxit fins ara. Això no obstant, el programa de reintroducció continuarà a l'est de Queensland. També es va suggerir desenvolupar instruccions per als propietaris d'hisendes sobre el maneig apropiat de les terres que ajudarà en el programa de conservació.

## Com a mascotes
Necessiten una bona alimentació per a pinsans, aigua fresca, graveta, un os de sípia, barres, fruites, vitamines, i unes joguines per divertir-se. L'aigua s'ha de reemplaçar cada dia, i la gàbia s'ha de netejar freqüentment. Aquests ocells són propensos a les infeccions pels polls dels sacs aeris i una deficiència de iode, especialment durant el període de la muda de plomes. Per això, se'ls ha de mantenir la gàbia neta i proveir-los d'un suplement durant la muda.

## Curiositats i cultura popular
Com a curiositat, els diamants de Gould formen part del logotip de l'empresa nord-americana ViewSonic.